# Melanospora vitrea
Melanospora vitrea är en svampart som först beskrevs av August Karl Joseph Corda, och fick sitt nu gällande namn av Pier Andrea Saccardo 1883. Melanospora vitrea ingår i släktet Melanospora och familjen Ceratostomataceae.   Inga underarter finns listade i Catalogue of Life.